# Dihammaphora lineigera
Dihammaphora lineigera är en skalbaggsart som beskrevs av Louis Alexandre Auguste Chevrolat 1859. Dihammaphora lineigera ingår i släktet Dihammaphora och familjen långhorningar.
Artens utbredningsområde är Panama. Inga underarter finns listade i Catalogue of Life.